# Ghost Rider (musikalbum)
Ghost Rider är ett musikalbum av Jerry Williams. Det är inspelat i Svenska Grammofonstudion med Ian Persson som producent och The Soundtrack of Our Lives bakom instrumenten. Albumet släpptes den 11 september 2015 på CD och LP.

## Bakgrund
Jerry Williams hade egentligen pensionerat sig från musikbranschen och gjort sin sista skiva, Alright redan 2011. Men 2013 fick John Dunklint idén att Jerry skulle göra en mörkare platta, i stil med de skivor som Johnny Cash släppt under samlingsnamnet American Recordings. John ville även ha med en duett med Anna Ternheim  på detta album, därför kontaktades även Annas producent David Ferguson.
Efter en del kommunikation fram och tillbaka fick John svar från Annas management att hon gärna ställer upp på en duett med Jerry. 
Från Jerrys skivbolag var det tyst fram till de fick höra att Anna Ternheim var intresserad. 2014 kom svaret från Annele Hencz Mortimer-Hawkins på Universal Music AB att "just nu är detta inte aktuellt".
Den 11 september 2015 släpptes så albumet Ghost Rider och beskrevs som ett mörkare album i stil med Johnny Cash 
Ytterligare 2 låtar spelades in, men släpptes aldrig.

## Låtlista
1. Ghost Rider
2. Gimme Danger
3. Blood & Tears
4. Far From Any Road
5. Back To My Roots
6. I Got A Fire
7. Mississippi Delta
8. Graveyard Of My Heart
9. Downbound Train
10. Bad Moon Rising